# Mistshenkoella marani
Mistshenkoella marani är en insektsart som beskrevs av Cejchan 1969. Mistshenkoella marani ingår i släktet Mistshenkoella och familjen Pamphagidae. Inga underarter finns listade i Catalogue of Life.